# Банда Руслана Худолія
Банда Руслана Худолія — жорстоке злочинне формування, що вчинило велику кількість злочинів з 1998 до 2004 року в східних регіонах України. Руслан із спільниками вбив щонайменше 29 осіб.

## Руслан Худолій

### Життєпис до вбивств
Руслан Віталійович Худолій народився 1978 року. Він ріс у цілком благополучній сім'ї робітників. В дитинстві у нього майже не було друзів і свій вільний час він проводив вдома. Коли йому було 3 роки, його бабуся (по батьковій лінії) вигнала його разом з батьками з дому, тому що знайшла собі нового чоловіка. Сім'я Худоліїв була змушена піти до квартири сусідів. З молодшим братом Олександром Руслан був не дуже дружнім.
Після закінчення школи пішов вчитися в ПТУ на бджоляра. До армії не курив і не вживав алкоголю. Служив у внутрішніх військах, де його навчили добре управлятися зі зброєю та бойовим мистецтвам. Після служби одружився. Батьки купили молодятам хату в Попівці під Карлівкою. Дружина Руслана торгувала на ринку, а Руслан казав батькам, що їде на заробітки в Москву. Пізніше, купивши квартиру в Карлівці, він організував у себе вдома ігри на приставках, добре заробляючи на них. Намагався влаштуватися на роботу в правоохоронні органи. Але в МВС його не взяли. Тоді Руслан вирішив заробляти нападами на людей і рекетом.

## Вбивства
Восени 1998 року Руслан вистежив свою першу жертву. Біля залізничної станції він пішов за жінкою, коли вона вийшла на безлюдну стежку, вдарив по голові металевою трубою, забрав сумку і втік. Жінка померла в лікарні. Після першого вбивства боявся, прибрав усі сліди і причаївся на кілька днів. Але коли зрозумів, що його ніхто не підозрює — убив ще раз. Так тривало шість років — з 1998 по 2004-й. Він вбивав у Криму, Запоріжжі і в Полтавській області, в одних стріляв, інших різав, третім заподіював черепно-мозкові травми. Його мрія була купити будинок у Полтаві або передмісті, хороший автомобіль. Після кількох нападів убивця зрозумів, що йому потрібен помічник.

## Помічник
Руслан згадав про свого армійського товариша Василя Бука, і з того часу вони діяли удвох. Бандити почали злочинну діяльність в Мукачеві 1999 року, коли при пограбуванні магазину було поранено міліціонера. Займалися розбоєм, убивали цілими сім'ями, щоб не лишати свідків. Лише раз Худолій пошкодував чотирирічного хлопчика, батька якого застрелив з порогу.

## Василь Бук
Про особистіть Василя можна судити з письмових свідчень дружини Руслана. Вони були обнародувані під час судового процесу. Жінка відмічає, що він був тихим. Час від часу він навідувався в Попівку, де тоді жила сім'я Руслана, потім в Карлівку, де Худолій купив квартиру. Разом з Русланом вони йшли кудись ночами, поверталися з продуктами, золотом, грошима, іншими цінностями. Потім Василь приїжджав до армійського побратима в Полтаву, де сімейство Худолія придбало приватний будинок. Бук допомагав перевозити речі.
Дружина Худолія характеризувала Василя Бука як дуже замкнуту людину, яка нікого не ображала. Казала, що він міг хоч цілий день просидіти один в кімнаті і не заговорити ні з ким. За її словами з Русланом у нього склалися спокійні рівні стосунки і вона навіть не чула, щоб вони сперечалися між собою.
Правда, в той же час жінка стверджувала, що якось у гостя не було грошей, і вона чула, як Василь переконував Руслана: «Потрібно йти! Йти когось грабувати, вбивати». Розбійний напад на сім'ю Хоменко з села Абрамівка Машевского району був невдалою спробою Василя розрахуватися з боргами. Бук убив хазяїна, що вийшов на шум. А два постріли в його дружину, які зробив Руслан з газового пістолета Василя, переробленого на бойовий, прошили жінці скроню, але не зачепили життєво важливі центри. З будинку бандити винесли рушницю, декілька малоцінних золотих прикрас і 400 грн. Вперше за весь час Худолій залишив в живих свідка — чотирирічного хлопчика. Намагаючись захистити сина від кулі, мама інстинктивно заштовхала його під стілець. Потім на слідстві Руслан пояснював це тим, що в той момент подивився на дитину і згадав свою доньку Каріну, яка була одного віку з цим хлопчиком.

## Подальші злочини
Згодом злочинці вже нікого не боялися, куражились: вбивали в день міліції, День дільничного і День працівника кримінального розшуку. На День міліції одного разу знищили п'ятьох людей — розстріляли з обріза у будинку всю сім'ю. Дитину застрелили в спину. Кого не розстріляли або не потрапили — добивали молотком. Цим в основному займався молодший брат Худолія Олександр, якого він також залучив до своєї банди. Під час слідства брати казали слідчим, що не хотіли залишати дітей сиротами.
Наступна спроба злочинного тандему оволодіти чужим майном виявилася зовсім невдалою. Худолій крізь вікно застрелив дружину підприємця Марюхнича — чоловік в цей час був у Москві — і так сталося, що саме в цей момент хазяїн подзвонив з російської столиці сусідам, щоб вони дізналися, чому в його будинку мовчить телефон. Сусідка, що на прохання хазяїна зайшла в двір Марюхничей, тут же була смертельно поранена. За домовленістю між бандитами в неї вистрілив Бук. Але проникнути у будинок бізнесмена злочинцям не вдалося — на вікнах стояли грати, двері виявилися на надійних замках. Ці вбивства Худолій називає випадковими: «Вийшло, людей постріляли, а нічого не взяли».
Потім вони вбили сім'ю Фісунів. Жінці-інваліду, яка навіть з ліжка рідко вставала, завдали чотирьох ударів молотком по голові. Потім убили хазяїна.
Втративши страх, Худолій почав втрачати і здоровий глузд. Скоєного йому було мало. За ствердженням засудженого, він віддавав Буку награбоване золото для реалізації в Закарпатті. Але той не поспішав повертати виручені гроші. За підрахунками Руслана, Василь заборговував йому 30 тис. грн. Десять віддав, а двадцять не зміг. Говорив, що його обдурили скупники. Руслан злився, і коли у черговий раз Василь повернувся з меншою виручкою — замість 10 тисяч гривен привіз вісім — Худолій-старший втратив розум.

## Вбивство подільника
За його словами 29 березня 2004 року на Пасху, вони з Василем вирішили в одному з магазинів міста Ковалівка Полтавського району купити продуктів. Йому колись доводилося там бувати, і він примітив цю торгівельну точку. На справу вирушили на велосипеді Худолія червоного кольору. Василь мав пістолет «Беретта», а Руслан — обріз двостволки ТОЗ-34, який він забрав після вбивства сім'ї героя соцпраці Андрія Фісуна.
По дорозі між ними виникла сварка через гроші. Руслана обурило, що Василь зібрався від'їжджати в Мукачево, не розрахувавшись з боргами. Він злякався, що Василь може видати його. Слідство довело — вбивство Бука було не спонтанним: Руслан прихопив з собою пляшку бензину, щоб спотворити приятеля до невпізнання. А спочатку він сокирою, з якою зазвичай ходив на розбої, завдав Василю декількох ударів по голові. Коли бандит повернувся додому, дружина запитала Руслана, де Василь. Він скупо відповів, що його більше немає. Пізніше він зібрав речі товариша — джинсову куртку, сумку — і підпалив у дворі.

## Безвинно засуджені
Шість років міліція шукала злочинця. Як потім з'ясувалося, не лише законними методами. У кінці 1990-х в селі убили 50-річного міліціонера Сергія Корнієнко. Йому проломили сокирою голову, коли він з ліхтарем ловив чоловіків, що вкрали алюмінієві стоки у сусідів. Через декілька тижнів побили до смерті й спалили у власному будинку 70-річну пенсіонерку Ніну Замкову. За ці два вбивства до 11 років в'язниці засудили жителів села Поповка — Анатолія Івашину і Олександра Степанова, які зізналися у злочинах. Розслідував вбивства оперативник Сергій Курінь.
Івашина був з неблагополучної сім'ї. Пиятики часто закінчувалися візитами дільничного. У Степанових — схожа ситуація. Ні Степанов, ні його дружина ніде не працювали, жили на пенсію бабусі. Літня жінка теж часто скаржилася в міліцію на родичів. Вже у в'язниці засуджені стали скаржитися на методи слідства Курінного — мовляв, визнання вибивав тортурами, загрожував: якщо вони в суді відмовляться від вибитих у них свідчень, то їх заб'ють до смерті.
2004 року до Івашини в колонію приїжджав полтавський прокурор, який розпитував про тих, хто знущався з нього в райвідділі міліції. Потім його допитував слідчий прокуратури, і навіть привозили на очну ставку в колонію начальника кримінального розшуку райвідділу міліції. На цьому повторне розслідування закінчилось. Керівництво Карловського райвідділу було звільнене, Степанов продовжував відбувати покарання за злочин, який не здійснював. Невинність чоловіків вдалося довести тільки після того, як «карлівский маніяк» Руслан Худолій зізнався в злочинах, за які вже сиділи Анатолій Івашина і Олександр Степанов.
На початку 2006-го вони вийшли на волю. Івашина відсидів шість років, Степанов — п'ять. Івашина оцінив свої страждання під час майже шестирічного перебування в колонії в 8 млн грн, які він мав намір відсудити у МВС і держказначейства. Також він вимагав компенсувати йому і матеріальний збиток в сумі 150 тис. грн.
Прокуратура області, після виходу на свободу безневинно засуджених Івашини і Степанова, порушила кримінальну справу проти колишнього старшого кримінального розшуку оперуповноваженого Карловского райвідділу міліції майора Сергія Курінного. Але суд так і не відбувся: 15 травня колишньому старшому оперуповноваженому кримінального розшуку повинні були оголосити вирок за вибивання визнань у затриманих, а 30 квітня 45-річний майор у відставці Сергій Курінний помер. Цього дня Курінний з друзями смажили шашлики на ставку біля села.

## Затримання
Видав злочинця дзвінок з мобільного телефону, який злочинець виніс з місця злочину в Криму. У потерпілих, сім'ї Дигтяренко з Сімферополя, злочинець вкрав мобільний телефон. Ідентифікаційний номер телефону було взято на контроль кримськими правоохоронцями. За рік мережа зафіксувала дзвінок з цього апарату, це сталося в Полтаві. Досвідчений злочинець, що не залишив детективам жодних слідів чи свідків, припутсився фатальної для себе помилки.
Телефонну картку він викинув, але телефон викидати було шкода. Для затримання Худолія правоохоронцями Департаменту карного розшуку МВС України, під керівництвом тодішнього першого заступника начальника карного розшуку - Віталія Яреми  [Архівовано 1 лютого 2019 у Wayback Machine.], було вигадано легенду, згідно якої працівники ДАЇ зупинили біля його будинку підставного «порушника». Худолія попросили бути свідком під час обшуку. Тим часом у Худолія під ліжком знайшли сумку зі зброєю, скривавленими речами та іншими доказами. Окрім того, під час упізнання на нього, як на вбивцю, вказала одна з жертв розбійних нападів.
У ході слідства з'ясувалось, Худолій міг убити людину заради пакету цукерок чи 30 грн. Це збентежило навіть досвідчених працівників міліції. Поки маніяк сидів у СІЗО, слідчі приносили йому солодощі в обмін на співпрацю зі слідством. У СІЗО Худолій невдало намагався покінчити життя самогубством — порізав собі вени.
Вже у в'язниці засуджений до довічного ув'язнення, він дійшов висновку: що це добре, що його заарештували, а то б він й надалі вбивав. Він також вважав, що «міліція його погано шукала», бо якби його заарештували раніше — він би «менше вбив людей».
В тюрмі Худолій отримує трьохразове харчування і восьмигодинний відпочинок, чисті речі й теплий одяг. Він працює, шиє сумки. У вільний час читає, вчить англійську. Шкодує, що його не відвідує маленька донька. Боїться почути те, що про нього говорять люди, і сподівається, що рідні жертв його пробачать. Раз на три місяці він має право на хустрічі з родичами. Через 20 років «карлівский маніяк» має право попросити Президента про своє помилування.